# Прирічний сільський округ (Теректинський район)
Прирі́чний сільський округ (каз. Приречный ауылдық округі, рос. Приречный сельский округ) — адміністративна одиниця у складі Теректинського району Західноказахстанської області Казахстану. Адміністративний центр та єдиний населений пункт — село Прирічне.
Населення — 640 осіб (2021; 761 у 2009, 1151 у 1999, 1523 у 1989).
Станом на 1989 рік існувала Приріченська сільська рада (села Алексієвка, Прирічне). Село Алексієвка ліквідовано 2007 року.

## Склад
До складу округу входять такі населені пункти:
| Населений пункт  | Старі назви | Населення, осіб (1989) | Населення, осіб (1999) | Населення, осіб (2009) | Населення, осіб (2021) |
| ---------------- | ----------- | ---------------------- | ---------------------- | ---------------------- | ---------------------- |
| Алексієвка, село | -           | 160                    | 24                     | -                      | -                      |
| Прирічне, село   | -           | 1363                   | 1127                   | 761                    | 640                    |